# Zhang Li
Zhang Li (forenklet kinesisk: 张丽; traditionel kinesisk: 張麗; pinyin: Zhāng Lì, født 4. oktober 1976 i Beijing) er en kvindelig kinesisk håndboldspiller der deltog under Sommer-OL 1996 og Sommer-OL 2004.
I 1996 kom hun på en 5. plads med de kinesiske hold under Sommer-OL 1996. Hun spillede i alle fire kampe og scorede ni mål.
Otte år senere var hun med på de kinesiske hold som kom på en ottendeplads. Hun spillede i seks kampe og scorede ti mål.